# 일말의 순정
《일말의 순정》은 KBS 2TV에서 2013년 2월 18일부터 2013년 8월 16일까지 방영된 일일시트콤이다.
KBS 예능 PD 권재영과 7년 후에 방송된 2020년 KBS 2TV 저녁일일드라마 《위험한 약속》의 연출가 김신일, 《올드미스 다이어리》의 최수영 각본가가 만들었다.

## 등장 인물

### 주요 인물
- 전미선 : 김선미 역 (아역: 한승연)
- 김태훈: 정우성 역 (아역 : 임시완)
- 이재룡 : 최민수 역 (아역: 정병희)
- 도지원 : 강수지 역 (아역: 송지은)
- 이훈 : 하정우 역 (아역: 김성규)

### 김선미 가족
- 권기선 : 선미 모 역

### 정우성 가족
- 지우 : 정순정 역
- 박하나 : 정순정 언니 역

### 최민수 가족
- 이원근 : 최준영 역

### 동료 선생님들
- 서이숙 : 마은희 역
- 한수연 : 하소연 역
- 이윤상 : 교감 역

### 순정 친구들
- 오광석 : 오필독 역
- 조우리 : 고다비 역
- 진우 : 진우 역
- 박치기 : 박치기 역

### 특별 출연
- 나르샤 : 하수빈 역
- 고세원 : 강태인 역
- 강성민 : 두목 역
- 윤용현 : 신영균 역
- 김나운 : 최민수 옛 애인 역
- 강신일 : 강일섭 역
- 이칸희 : 강태인 母 역
- 박영린 : 오혜원 역
- 김태우 : 정우철 역
- 도기석 : 김 동무 역
- 이정용 : 구천수 역
- 김영인 : 심영 역
- 조상기 : 상하이 조 역
- 김민종 : 김지광 역

## 정보
| 회차  | 방송일          | 부제 (서브 타이틀)                   | 특별출연 | 시청률 |
| ----- | --------------- | ------------------------------------ | -------- | ------ |
| 1회   | 2013년 2월 18일 | 처음 사랑                            |          | 7.8%   |
| 2회   | 2013년 2월 19일 | 그 남자 그 여자의 역사               |          | 7.0%   |
| 3회   | 2013년 2월 20일 | 그게 나였어                          |          | 7.4%   |
| 4회   | 2013년 2월 21일 | 내 마음이 들리니                     |          | 7.3%   |
| 5회   | 2013년 2월 22일 | 괜찮지 않아                          |          | 7.6%   |
| 6회   | 2013년 2월 25일 | 내가 사는 이유                       |          | 8.0%   |
| 7회   | 2013년 2월 26일 | 잘 알지도 못 하면서                  | 나르샤   | 6.2%   |
| 8회   | 2013년 2월 27일 | 아웃사이더                           |          | 7.2%   |
| 9회   | 2013년 2월 28일 | 연애시대                             |          | 6.7%   |
| 10회  | 2013년 3월 1일  | 참을 수 없는..                       |          | 8.8%   |
| 11회  | 2013년 3월 4일  | 추억이 빛나는 밤에                   |          | 7.6%   |
| 12회  | 2013년 3월 5일  | 안 좋은 일은 안 좋은 일로 잊는다     |          | 6.5%   |
| 13회  | 2013년 3월 6일  | 내 아들이 너 같은 놈인줄 알아?       | 강신일   | 65.4%  |
| 14회  | 2013년 3월 7일  | 너를 위해                            |          | 7.0%   |
| 15회  | 2013년 3월 8일  | 영웅본색                             |          | 5.3%   |
| 16회  | 2013년 3월 11일 | 남자와 여자                          |          | 6.3%   |
| 17회  | 2013년 3월 12일 | 야, 정우성 너! 처음부터 작정했지?    | 강성민   | 29.0%  |
| 18회  | 2013년 3월 13일 | 안 되겠소, 쏩니다!                   | 조상기   | 21.7%  |
| 19회  | 2013년 3월 14일 | 비밀과외                             |          | 5.7%   |
| 20회  | 2013년 3월 15일 | 불편한 진실                          |          | 6.2%   |
| 21회  | 2013년 3월 18일 | 너 때문에…                           |          | 7.4%   |
| 22회  | 2013년 3월 19일 | 좋은 사람                            |          | 7.3%   |
| 23회  | 2013년 3월 20일 | 어서오세요 손님                      | 손담비   | 6.6%   |
| 24회  | 2013년 3월 21일 | 일말의 가능성                        |          | 6.2%   |
| 25회  | 2013년 3월 22일 | 내 소중한 사람들                     |          | 6.2%   |
| 26회  | 2013년 3월 25일 | 그 애가 날 좋아하는 이유             |          | 6.6%   |
| 27회  | 2013년 3월 26일 | 우리 집에 올래?                      |          | 8.1%   |
| 28회  | 2013년 3월 27일 | 오랜 망설임의 끝                     |          | 8.2%   |
| 29회  | 2013년 3월 28일 | 너만 모른다                          |          | 6.3%   |
| 30회  | 2013년 3월 29일 | 태어나 처음인 것들                   |          | 6.1%   |
| 31회  | 2013년 4월 1일  | 거짓말처럼                           |          | 7.1%   |
| 32회  | 2013년 4월 2일  | 너클볼                               |          | 6.1%   |
| 33회  | 2013년 4월 3일  | 말이 되는 소리를 해!                 | 박영린   | 35.7%  |
| 34회  | 2013년 4월 4일  | 좋아하는 그 애에게 고백하기          |          | 5.7%   |
| 35회  | 2013년 4월 5일  | 모성애의 역습                        |          | 6.0%   |
| 36회  | 2013년 4월 8일  | 남자, 마흔 ? 사랑을 말하다           |          | 6.0%   |
| 37회  | 2013년 4월 9일  | 너도 내 아버지처럼 죽게 만들거야...! | 고세원   | 24.9%  |
| 38회  | 2013년 4월 10일 | 연인도 아닌 친구도 아닌              |          | 5.2%   |
| 39회  | 2013년 4월 11일 | 미안하다 잘못했다                    |          | 5.0%   |
| 40회  | 2013년 4월 12일 | 결정적 순간                          |          | 5.8%   |
| 41회  | 2013년 4월 15일 | 과대망상자와 LOVE BREAKER            |          | 6.3%   |
| 42회  | 2013년 4월 16일 | 반할만 해                            |          | 6.0%   |
| 43회  | 2013년 4월 17일 | 외톨이야                             |          | 5.6%   |
| 44회  | 2013년 4월 19일 | 알면 알수록                          |          | 5.4%   |
| 45회  | 2013년 4월 22일 | 그녀 옆 그 놈                        |          | 6.6%   |
| 46회  | 2013년 4월 23일 | 나도 아프다                          |          | 6.3%   |
| 47회  | 2013년 4월 24일 | 커플주의보                           |          | 5.4%   |
| 48회  | 2013년 4월 25일 | 다른 그림 찾기                       |          | 5.6%   |
| 49회  | 2013년 4월 26일 | 젊은 그대                            |          | 5.6%   |
| 50회  | 2013년 4월 29일 | 사랑은 개념 없음                     | 김예원   | 7.1%   |
| 51회  | 2013년 4월 30일 | 말할 수 없는                         |          | 5.6%   |
| 52회  | 2013년 5월 1일  | 로망, 엑츄얼리                       |          | 5.9%   |
| 53회  | 2013년 5월 2일  | 고수를 찾아서                        |          | 5.6%   |
| 54회  | 2013년 5월 3일  | 어디선가 본 것 같은                  |          | 5.2%   |
| 55회  | 2013년 5월 6일  | 넌 인간도 아니야!!!!                 | 이칸희   | 5.8%   |
| 56회  | 2013년 5월 7일  | 악녀시대                             |          | 5.5%   |
| 57회  | 2013년 5월 8일  | 어머니 은혜                          |          | 5.1%   |
| 58회  | 2013년 5월 9일  | 내 자리를 찾아서                     |          | 5.4%   |
| 59회  | 2013년 5월 10일 | 취급주의                             | 온유     | 5.6%   |
| 60회  | 2013년 5월 13일 | 사이렌                               |          | 5.9%   |
| 61회  | 2013년 5월 14일 | 그 날의 후폭풍                       |          | 6.8%   |
| 62회  | 2013년 5월 15일 | 걱정 돼..                            |          | 5.2%   |
| 63회  | 2013년 5월 16일 | 나를 해치지 마세요                   |          | 5.3%   |
| 64회  | 2013년 5월 17일 | 인연...일까요?                       | 손호영   | 6.0%   |
| 65회  | 2013년 5월 20일 | 이보시오, 이보시오, 의사양반!        | 김영인   | 25.5%  |
| 66회  | 2013년 5월 21일 | 죽긴 누가 죽어!!!!!                  | 강성민   | 25.6%  |
| 67회  | 2013년 5월 22일 | 아프니까, 비로소 보이는 것들         |          | 5.9%   |
| 68회  | 2013년 5월 23일 | 딱 걸렸어                            |          | 4.6%   |
| 69회  | 2013년 5월 24일 | 독이 든 사과                         |          | 5.2%   |
| 70회  | 2013년 5월 27일 | 힘드니까 사랑이다                    |          | 7.5%   |
| 71회  | 2013년 5월 28일 | C R A Z Y                            |          | 7.2%   |
| 72회  | 2013년 5월 29일 | 거부할 수 없는                       |          | 7.1%   |
| 73회  | 2013년 5월 30일 | 울컥하다                             |          | 4.4%   |
| 74회  | 2013년 5월 31일 | 최악의 날                            |          | 5.0%   |
| 75회  | 2013년 6월 3일  | 순정이 아프다                        |          | 6.3%   |
| 76회  | 2013년 6월 4일  | 이 반동놈의.....                     | 도기석   | 24.9%  |
| 77회  | 2013년 6월 5일  | 일말의 기대                          |          | 5.9%   |
| 78회  | 2013년 6월 6일  | 피할 수 없는                         |          | 6.1%   |
| 79회  | 2013년 6월 7일  | 지금 만나러 갑니다                   |          | 5.8%   |
| 80회  | 2013년 6월 10일 | 참 이상한 남자들                     |          | 5.6%   |
| 81회  | 2013년 6월 12일 | 어찌합니까                           |          | 6.0%   |
| 82회  | 2013년 6월 13일 | 안 괜찮아                            |          | 5.8%   |
| 83회  | 2013년 6월 14일 | 폭☆8                                 | 윤용현   | 25.0%  |
| 84회  | 2013년 6월 17일 | 情                                   |          | 7.0%   |
| 85회  | 2013년 6월 18일 | 아빠 마음                            |          | 6.3%   |
| 86회  | 2013년 6월 19일 | Give & Take                          |          | 6.5%   |
| 87회  | 2013년 6월 20일 | 입장 정리                            |          | 5.3%   |
| 88회  | 2013년 6월 24일 | 이성적으로                           |          | 5.7%   |
| 89회  | 2013년 6월 25일 | 그 남자 그 여자의 비밀               |          | 5.5%   |
| 90회  | 2013년 6월 26일 | 다시 돌아갈 수 있을까                |          | 6.1%   |
| 91회  | 2013년 6월 27일 | 믿을 수 없는                         | 빅스타   | 6.3%   |
| 92회  | 2013년 6월 28일 | 사진을 보다가                        |          | 5.3%   |
| 93회  | 2013년 7월 1일  | 다시 생각해 봐!                      |          | 6.4%   |
| 94회  | 2013년 7월 2일  | 내가....내가 고자라니!!              | 김영인   | 26.1%  |
| 95회  | 2013년 7월 3일  | 큰일이다                             |          | 5.4%   |
| 96회  | 2013년 7월 4일  | 우연과 인연                          |          | 5.7%   |
| 97회  | 2013년 7월 5일  | 의문의 전학생                        |          | 6.2%   |
| 98회  | 2013년 7월 8일  | 쉘 위 댄스?                          |          | 7.4%   |
| 99회  | 2013년 7월 9일  | 사랑과 우정 사이의 계략              |          | 6.5%   |
| 100회 | 2013년 7월 10일 | 아군과 적군                          |          | 6.5%   |
| 101회 | 2013년 7월 11일 | 새빨간 거짓말                        |          | 6.1%   |
| 102회 | 2013년 7월 12일 | 정우 없는 하늘 아래                  |          | 5.4%   |
| 103회 | 2013년 7월 15일 | 야, 이 빨갱이 새끼야!                | 조상기   | 26.7%  |
| 104회 | 2013년 7월 16일 | 궁극의 작업                          |          | 6.3%   |
| 105회 | 2013년 7월 17일 | Shock!                               |          | 6.6%   |
| 106회 | 2013년 7월 18일 | 옛 애인의 등장                       | 김나운   | 5.3%   |
| 107회 | 2013년 7월 19일 | 마작교                               |          | 6.1%   |
| 108회 | 2013년 7월 22일 | 국지성 연우(戀雨)                    |          | 5.8%   |
| 109회 | 2013년 7월 23일 | 알게 될 거야                         |          | 6.5%   |
| 110회 | 2013년 7월 24일 | 야, 최준영! 이거 아주 쓸만하구나?    | 윤용현   | 47.8%  |
| 111회 | 2013년 7월 25일 | 절찬 상영 중                         |          | 4.8%   |
| 112회 | 2013년 7월 26일 | 마흔 살 인생초보                     |          | 6.2%   |
| 113회 | 2013년 7월 29일 | 그녀를 믿지 못하다                   |          | 6.1%   |
| 114회 | 2013년 7월 30일 | 여행을 떠나요                        |          | 6.2%   |
| 115회 | 2013년 7월 31일 | 상처받다                             |          | 7.3%   |
| 116회 | 2013년 8월 1일  | 다 제가 저지른 일입니다!             | 이정용   | 26.5%  |
| 117회 | 2013년 8월 2일  | 내가 웃는 게, 웃는 게 아니야         |          | 6.0%   |
| 118회 | 2013년 8월 5일  | 열일곱, 그 다음 날                   |          | 5.6%   |
| 119회 | 2013년 8월 6일  | 내 딸의 연애                         |          | 7.5%   |
| 120회 | 2013년 8월 7일  | 누가 그를 다치게 하는가              |          | 7.0%   |
| 121회 | 2013년 8월 8일  | 눈에는 눈, 이에는 이                 |          | 6.1%   |
| 122회 | 2013년 8월 9일  | 차마 할 수 없는 말                   |          | 6.5%   |
| 123회 | 2013년 8월 12일 | 사랑과 축복                          |          | 7.0%   |
| 124회 | 2013년 8월 13일 | 순정을 위한 절대적 조건              |          | 5.5%   |
| 125회 | 2013년 8월 14일 | 일말의 순정 (최종회)                 |          | 6.6%   |

## 연장
- 2013년 6월 10일 : 일말의 순정 방영 분량이 120부작에서 5회 연장되어 125부작으로 변경.확정되었다.

## 스페셜 방송
- 2013년 8월 15일과 16일에 일말의 순정 촬영장 스케치와 비하인드 스토리가 담긴 스페셜 1부, 2부가 각각 방송되었다.

- 대본연습 현장, 정우, 선미, 우성의 삼각관계 못다한 이야기, 드라마 삽입곡 소개, 배우들의 코멘터리 등
삽입곡 리스트
- 스페셜 1부

1. 두근두근 : 루싸이트 토끼
2. 바야흐로 사랑의 계절 : 이한철, 박새별
3. 눈부신 고백 : 성시경
4. Feeling love : 썬
5. 사랑은 은하수 다방에서 : 10cm
6. Way back into love : Hugh Grant, Haley Bennett
7. 멀어지다 : 넬
8. 환절기 : 에피톤 프로젝트
9. 참기 힘든 말 : 박근우
10. 사랑하기 때문에 : 유재하
11. 늦은 후회 : 보보
12. International love song : 검정치마
13. 조금씩 천천히 너에게 : 노리플라이
14. 당신은 참.. : 성시경

- 스페셜 2부

1. 달리기 : S.E.S.
2. The last splash : 그 시절, 우리가 좋아했던 소녀 ost
3. Jerk off : 그 시절, 우리가 좋아했던 소녀 ost
4. 고양이 왈츠 : 루시아 & 에피톤 프로젝트
5. 커피를 마시고 : 어반자카파
6. 환절기 : 에피톤 프로젝트
7. 바래다 주는 길 : 바이브
8. High and Dry : Radiohead
9. 인형의 꿈 : 서영은
10. 그녀를 잡아요 : 카니발
11. 두사람 : 성시경
12. The boy from wonderland : 두 번째 달
13. 새벽녘 : 에피톤 프로젝트
14. love : 이승철

## 참조
1. ↑  풋풋하고 설렜던 그들의 이야기 <일말의 순정> & 스페셜 방송 배경음악 목록